# Unkatō
Le unkatō (en japonais : 運貨筒) était un système de transport de ravitaillement utilisé par les sous-marins japonais pendant la Seconde Guerre mondiale.

## Histoire
En raison de la supériorité aérienne américaine depuis 1943, il était impossible d'employer des navires de transport pour ravitailler les troupes japonaises, car les frappes aériennes anéantiraient tout convoi conventionnel. Le Tokyo Express a donc été lancé, à l'aide de destroyers rapides pouvant transporter du ravitaillement et revenir en une nuit, à l'abri des avions alliés. Le problème était l'impossibilité de décharger les fournitures rapidement ou en toute sécurité, alors les fournitures étaient mises dans des fûts qui étaient jetés par-dessus bord. Pour surmonter cette difficulté autant que possible, il a été décidé d'utiliser des sous-marins de transport, qui remorquent un conteneur sous-marin sans équipage, appelé unkatō.
Le unkatō était constitué d'une coque fusiforme de 45 mètres de long et de cinq mètres de diamètre, avec des surfaces de contrôle cruciformes mais fixes, dans le seul but de stabiliser la coque. Il disposait de trois ballasts, dans les cônes avant et arrière et dans la zone centrale. À l'exception de l'espace réservé à ce dernier char, la zone centrale permettait de transporter jusqu'à 377 tonnes de vivres, de munitions, d'équipements et de médicaments.
Le processus d'utilisation du unkatō est le suivant : en fonction de la quantité de cargaison, les ballasts ont été ajustés pour fournir une flottabilité légèrement négative. Cela permettait de maintenir le unkatō à la surface tout en étant remorqué par le sous-marin, et de le suivre lors de sa plongée lorsqu'il est immergé. La coque d'un unkatō était capable de résister à des profondeurs allant jusqu'à 120 mètres.
Enfin, à son arrivée à destination, le sous-marin remettait le câble de remorquage à l'équipage à terre, qui procédait au déchargement du unkatō après l'avoir amarré dans un dock ou échoué sur une plage.
Il y avait quatre types de unkatō, dont trois se différenciaient par leur taille et un quatrième classé comme type spécial (特型).